# Sport Club Santa Cruz (Salvador)
O Sport Club Santa Cruz é um clube brasileiro da cidade de Salvador, capital do estado da Bahia.
Fundado em 1 de fevereiro de 1904, disputa anualmente o Campeonato Baiano de Remo desde 1906 e disputou, na década de 1920, o Campeonato Baiano de Futebol.

## Títulos
Campeonato Baiano de Remo 8
1935,1936,1937,1938,1939,1940,1941,1942